# New York Knicks 1989-1990
La stagione 1989-90 dei New York Knicks fu la 41ª nella NBA per la franchigia.
I New York Knicks arrivarono terzi nella Atlantic Division della Eastern Conference con un record di 45-37. Nei play-off vinsero il primo turno con i Boston Celtics (3-2), perdendo poi la semifinale di conference con i Detroit Pistons (4-1).

## Roster
| N° | Naz.                   | Ruolo | Sportivo          | Anno | Alt. | Peso |
| -- | ---------------------- | ----- | ----------------- | ---- | ---- | ---- |
| 1  | Stati Uniti (bandiera) | G     | Maurice Cheeks    | 1956 | 185  | 82   |
| 4  | Stati Uniti (bandiera) | GA    | Johnny Newman     | 1963 | 201  | 86   |
| 6  | Stati Uniti (bandiera) | G     | Trent Tucker      | 1959 | 196  | 88   |
| 7  | Stati Uniti (bandiera) | A     | Kenny Walker      | 1964 | 203  | 95   |
| 8  | Stati Uniti (bandiera) | GA    | Pete Myers        | 1963 | 198  | 82   |
| 11 | Stati Uniti (bandiera) | G     | Rod Strickland    | 1966 | 191  | 79   |
| 13 | Stati Uniti (bandiera) | G     | Mark Jackson      | 1965 | 185  | 82   |
| 21 | Stati Uniti (bandiera) | GA    | Gerald Wilkins    | 1963 | 198  | 84   |
| 23 | Stati Uniti (bandiera) | A     | Brian Quinnett    | 1966 | 203  | 107  |
| 33 | Stati Uniti (bandiera) | C     | Patrick Ewing     | 1962 | 213  | 109  |
| 34 | Stati Uniti (bandiera) | AC    | Charles Oakley    | 1963 | 203  | 102  |
| 40 | Panama (bandiera)      | AC    | Stuart Gray       | 1963 | 213  | 107  |
| 45 | Stati Uniti (bandiera) | AC    | Eddie Lee Wilkins | 1962 | 208  | 100  |
| 54 | Stati Uniti (bandiera) | C     | Greg Butler       | 1966 | 211  | 109  |
| 55 | Stati Uniti (bandiera) | A     | Kiki Vandeweghe   | 1958 | 203  | 100  |

## Staff tecnico
- Allenatore: Stu Jackson
- Vice-allenatori: Ernie Grunfeld, Paul Silas, Jeff Van Gundy